# Daniel Vázquez Díaz

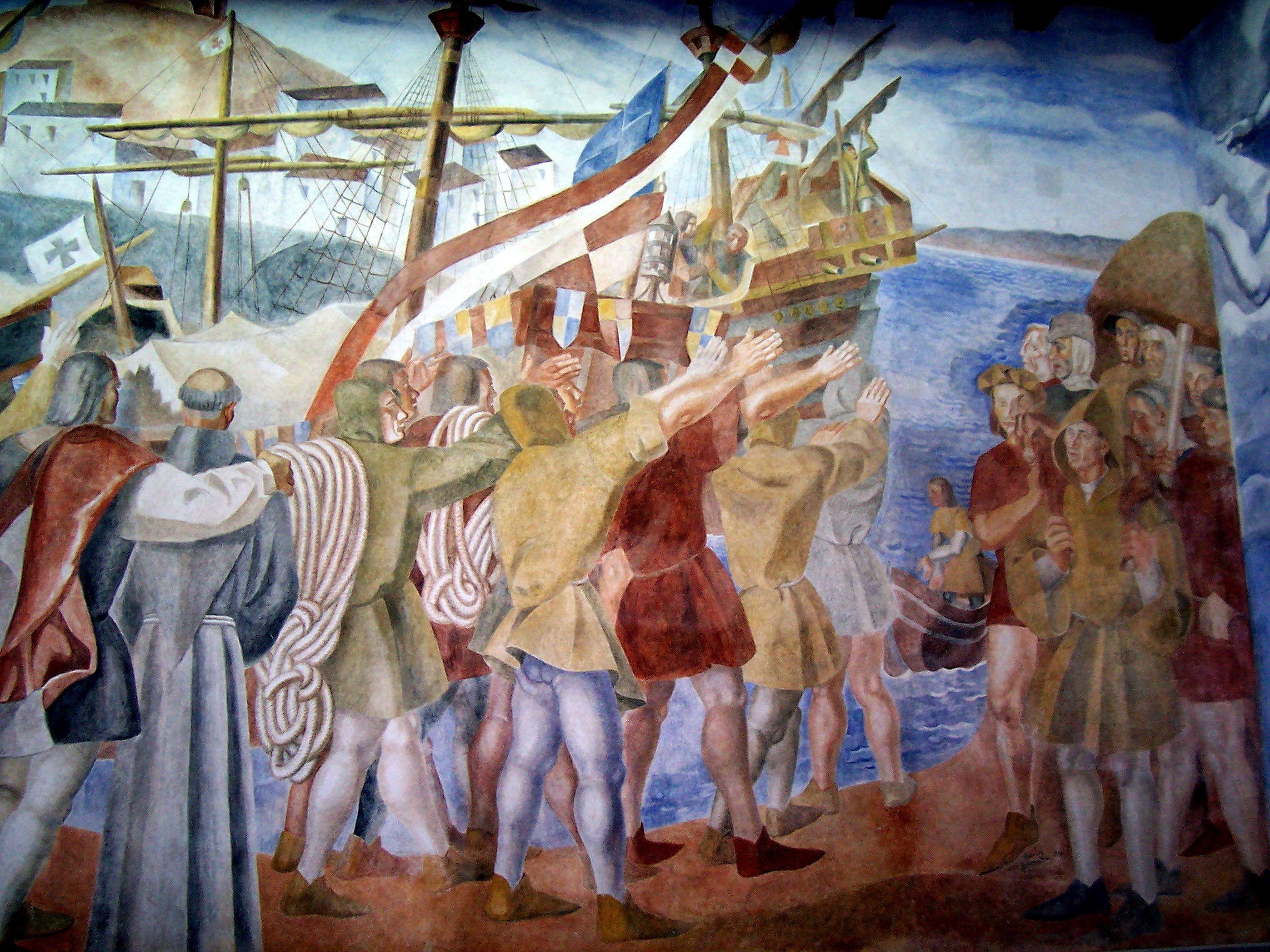
Fresce în Mănăstirea La Rabida, Palos de la Frontera.

Daniel Vázquez Díaz (n. 15 ianuarie 1882, Nerva⁠(d), Andaluzia, Spania – d. 17 martie 1969, Madrid, Noua Castilie⁠(d), Spania) a fost un pictor spaniol.

## Biografie
Născut în Nerva, Spania, Vázquez Díaz s-a stabilit la Paris în 1918, unde a în cubism forma ideală de exprimare. Spre deosebire de alți artiști precum Juan Gris, el nu era un cubist intelectual; a folosit forme exterioare și morfologia cubismului pentru a-și reface limbajul, caracterizat prin utilizarea culorilor sobre și gri, prpecum și prin vigoarea planurilor sale.
Aceste caracteristici conferă o solemnitate deosebită lucrărilor sale, considerate de unii autori ca fiind în stilul lui Zurbarán, dar și asemănătoare cu cele ale compatriotului, prietenului și contemporanului său Eugenio Hermoso⁠(d), cu care și-a făcut primele studii la Sevilla și la Madrid. Printre lucrările sale se numără portretele unor artiști și intelectuali spanioli remarcabili ai secolului al XX-lea, precum Unamuno, precum și frescele pe care le-a pictat în Mănăstirea La Rabida în 1930, dedicate lui Cristofor Columb și relației acestuia cu provincia sa natală.

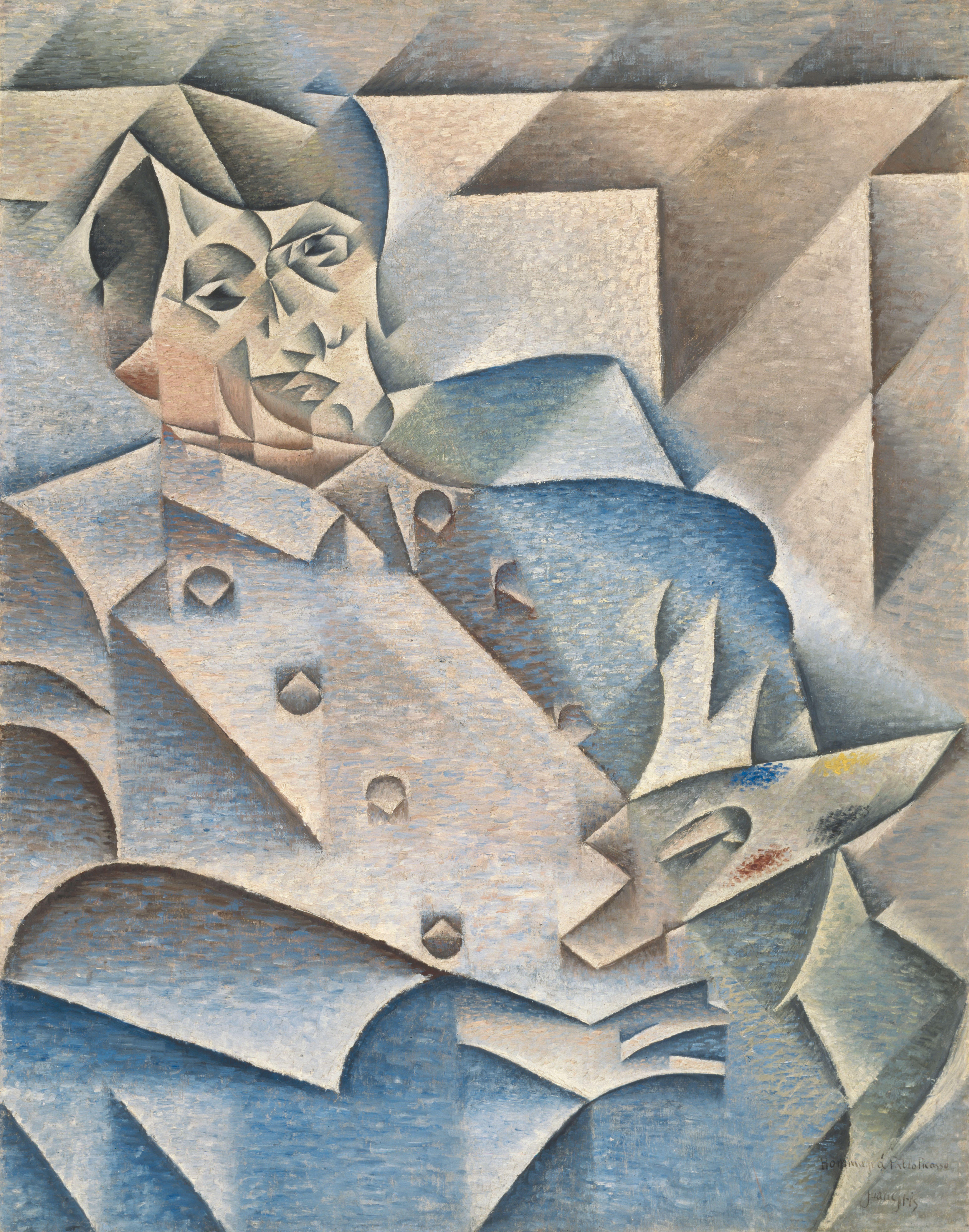
Picasso (1912), de Juan Gris

Ca profesor de pictură murală la Madrid, Vázquez Díaz i-a avut printre studenții lui Salvador Dalí, Jorge Gallardo⁠(d) și Modesto Ciruelos⁠(d). După Războiul Civil Spaniol, a continuat să predea unor artiști precum Rafael Canogar⁠(d), Agustín Ibarrola⁠(d) și Aarón Piña Mora⁠(d).

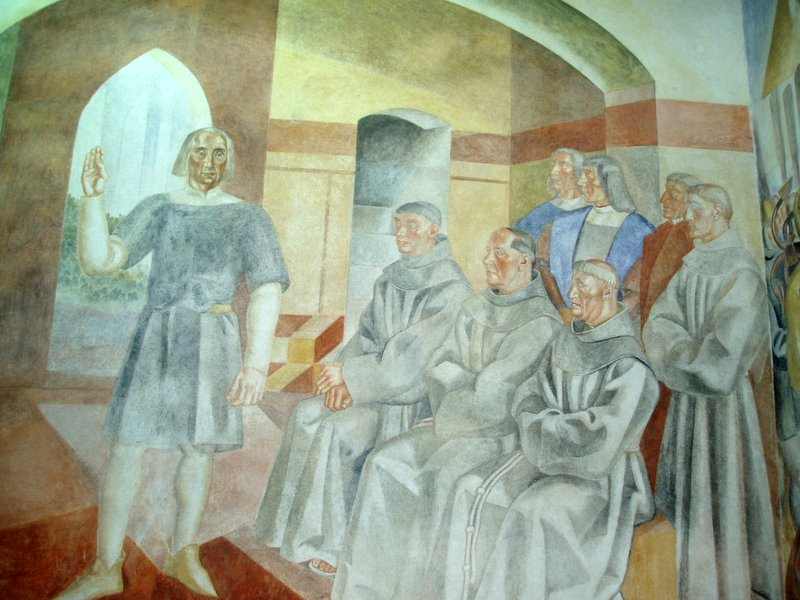
Cristóbal Colón (1930), de Daniel Vázquez Díaz.

Picturile lui Díaz sunt expuse la Muzeul de Artă Contemporană din Madrid. Lucrările sale au făcut parte, de asemenea, din proba de pictură din cadrul competiției de artă de la Jocurile Olimpice de vară din 1948.